# Mühlhausen (Mittelfranken)

Stema

Mühlhausen (Mittelfranken) este o comună-târg din districtul Erlangen-Höchstadt, regiunea administrativă Franconia Mijlocie, landul Bavaria, Germania.